# Pretz-en-Argonne
 Pretz-en-Argonne  es una población y comuna francesa, en la región de Lorena, departamento de Mosa, en el distrito de Bar-le-Duc y cantón de Seuil-d'Argonne.

## Demografía
| 108 | 103 | 70 | 66 | 57 | 54 |
| Para los censos de 1962 a 1999 la población legal corresponde a la población sin duplicidades (Fuente: INSEE [Consultar]) |     |    |    |    |    |